# Terminalia brownii
Terminalia brownii es una planta  de la familia Combretaceae. Es originaria de África oriental.

## Descripción
Es un arbusto o árbol que alcanza un tamaño de 7-13 (-25) m de altura, caducifolio, con frecuencia con ramificación cerca de la base (pagoda).

## Ecología
Se encuentra en el bosque caducifolio, bosque de pastizales y matorrales, bosques ribereños, con amplia variedad de suelos, en lugares rocosos, relictos árboles en áreas de cultivo, márgenes de ríos, bosques fluviales secos, a menudo como un elemento dominante, a una altitud de 250-2000 metros.

## Taxonomía
Terminalia brownii fue descrita por Johann Baptist Georg Wolfgang Fresenius y publicado en Museum Senckenbergianum 2: 152, t. 9/1. 1837.
Etimología
Terminalia: nombre genérico que deriva su nombre del latín terminus, debido a que sus hojas están muy al final de las ramas. 
brownii: epíteto otorgado en honor del botánico Robert Brown.
Sinonimia
- Terminalia semlikiensis De Wild. (1928)
- Terminalia hemignosta Steud. ex A.Rich. (1848)
- Terminalia confertifolia Steud. ex A.Rich. (1848)
- Terminalia cycloptera R.Br. (1814)[1]